# شريان صدري أخرمي
شريان صدري أخرمي (بالإنجليزية: Thoracoacromial artery)‏‏هو شريان يتفرعُ من شريان إبطي.